# Ralf Pittelkow
Ralf Pittelkow (født 9. april 1948 i Sønderborg) er en dansk debattør og redaktør.
Pittelkow blev student fra Sønderborg Statsskole i 1966 og mag.art. i litteraturvidenskab fra Københavns Universitet i 1973. Fra 1973 til 1992 var han adjunkt og lektor ved Institut for Litteraturvidenskab, Københavns Universitet. I 17 år, frem til slutningen af 2011, var han politisk kommentator på Morgenavisen Jyllands-Posten. Mellem 1994-2011 var han ligeledes tilknyttet som kommentator på TV2. Efter tiden på Jyllands Posten blev han ansvarshavende redaktør af bloggen 
Den Korte Avis., som han selv stiftede med sin kone - journalist og tidl. minister Karen Jespersen. 
Pittelkow var personlig rådgiver for Poul Nyrup Rasmussen og har i mange år været gift med politikeren Karen Jespersen. Pittelkow har som sin hustru været engageret i både VS og Socialdemokratiet.
I 1997 modtog han Laust Jensen-Prisen.
Pittelkow hørte i 70erne til på den politiske venstrefløj med tilknytning til VS men har med tiden bevæget sig ud på den yderste højrefløj, hvor han sammen med sin kone indtager et kritisk standpunkt i debatterne om islamisme og indvandrerpolitik.